# Religia w Toruniu

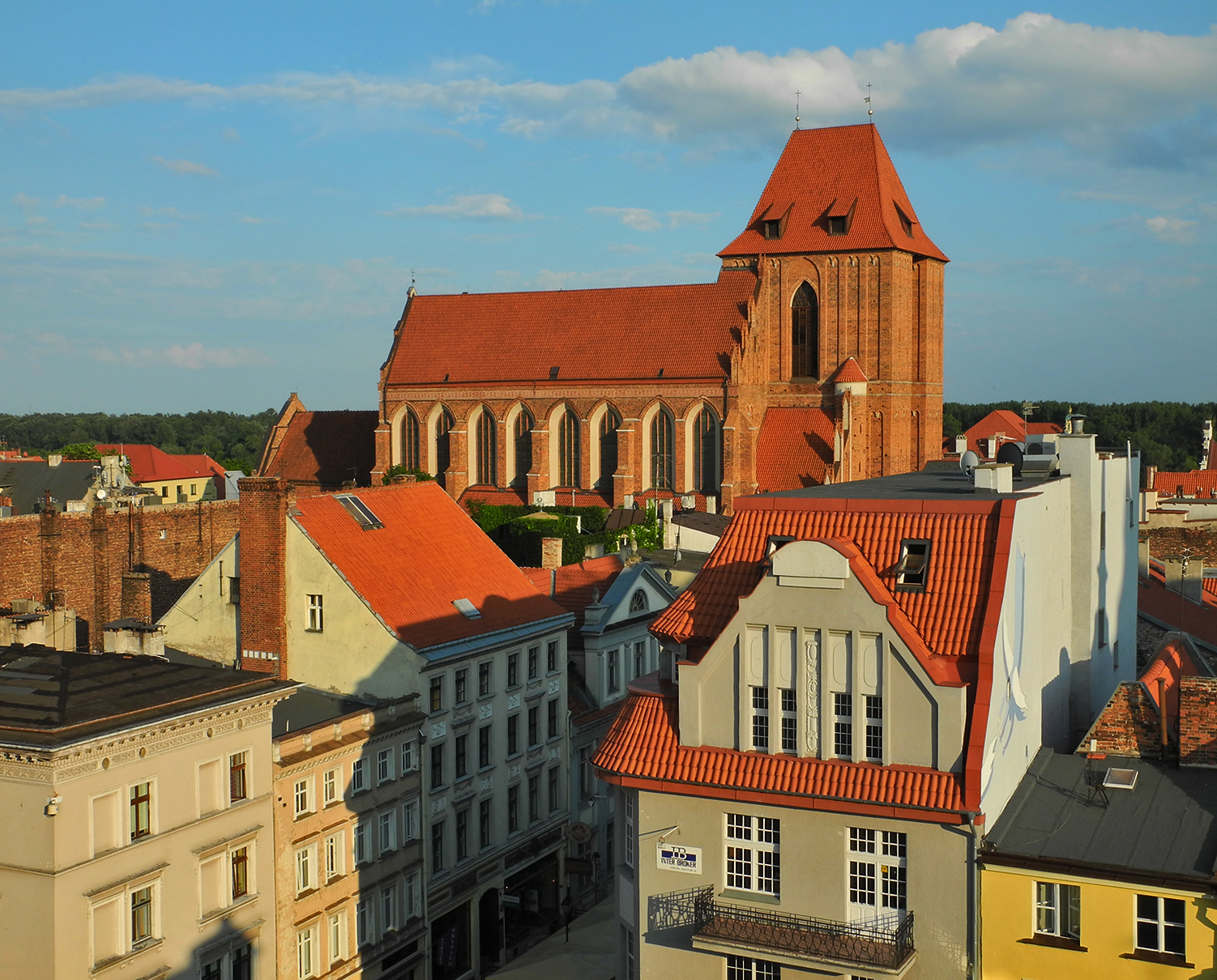
Bazylika katedralna św. Jana Chrzciciela i św. Jana Ewangelisty

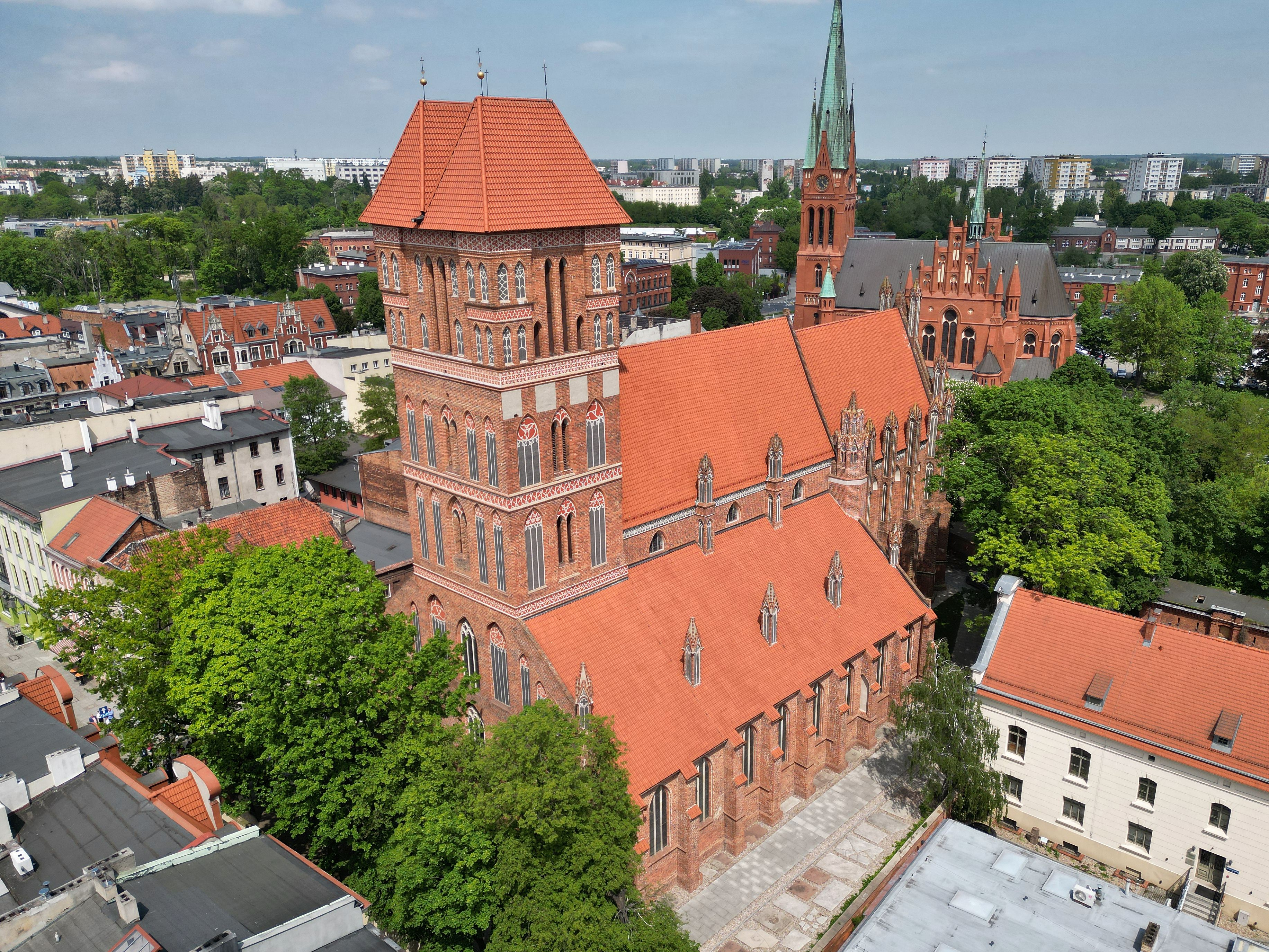
Kościół św. Jakuba

 Religia w Toruniu – artykuł przedstawia listę i historię działalności wspólnot wyznaniowych działających na terenie Torunia.

## Historia kultu religijnego Torunia

### Średniowiecze
Historia kultu religijnego Torunia w przeważającej części dotyczy Kościoła katolickiego. Od średniowiecza aż do 1992 roku dzisiejszy Toruń znajdował się w granicach dwóch diecezjach: do początku XIX wieku były to diecezja chełmińska i diecezja włocławska, następnie diecezja chełmińska i archidiecezja gnieźnieńska. Granica pomiędzy diecezjami przebiegała przez Wisłę.
Od chwili wystawienia dokumentu lokacyjnego w 1233 roku Toruń prawdopodobnie posiadał własną parafię. Najważniejszym kościołem w Toruniu był kościół św. Janów. Nie wiadomo, czy kościół od początku miał obu patronów, czy też na początku jedynym patronem był św. Jan Chrzciciel. W 1264 roku założono Nowe Miasto Toruń. Główną świątynią w Nowym Mieście był kościół św. Jakuba Apostoła Większego. Ponadto w XIV wieku w Kaszczorku powstałą parafia Podwyższenia Krzyża Świętego w Toruniu. Kaszczorek znalazł się w granicach Torunia w 1976 roku.

### Czasy nowożytne
W XVI wieku w Toruniu pojawili się ewangelicy. Pierwsi z nich osiedli się w mieście krótko po ogłoszeniu przez Marcina Lutra 95 tez w 1517 roku. Na mocy przywileju wydanego przez króla Zygmunta II Augusta dnia 28 grudnia 1558 roku w Toruniu mógł bez przeszkód rozwijać się luteranizm. Toruń został jednym z ważniejszych ośrodków ewangelickich w Rzeczypospolitej. W 1595 roku w mieście odbył się synod generalny protestantów, w 1645 roku Colloquium charitativum – spotkanie ekumeniczne polskich protestantów i katolików. Relacje pomiędzy katolikami a protestantami zaczęły się psuć po III wojnie północnej i wzroście liczby ludności niemieckiej, faworyzowanej przez władze miasta. Do Kościoła katolickiego przynależeli przedstawiciele klas niższych.
17 lipca 1724 roku doszło do tzw. tumultu toruńskiego. Tego dnia protestanci, sprowokowani przez uczniów jezuickich podczas procesji odbywającej się dzień wcześniej, dopuścili się do zdemolowania kolegium jezuickiego. Brak reakcji ze strony miejskich służb porządkowych doprowadził do skazania burmistrza Torunia Jana Gotfryda Rösnera i dziewięciu uczestników tumultu na karę śmierci. Zgodnie z postanowieniem sądu kościół Najświętszej Marii Panny oraz zabudowania klasztorne oddano bernardynom, a Rada miasta Torunia miała składać się w połowie z katolików. Wydarzenia w Toruniu obiegły Europę i doprowadził do kampanii środowisk protestanckich przeciwko Rzeczypospolitej.
W XVII wieku w Toruniu pojawili się pierwsi wyznawcy prawosławia.

### Zabór pruski

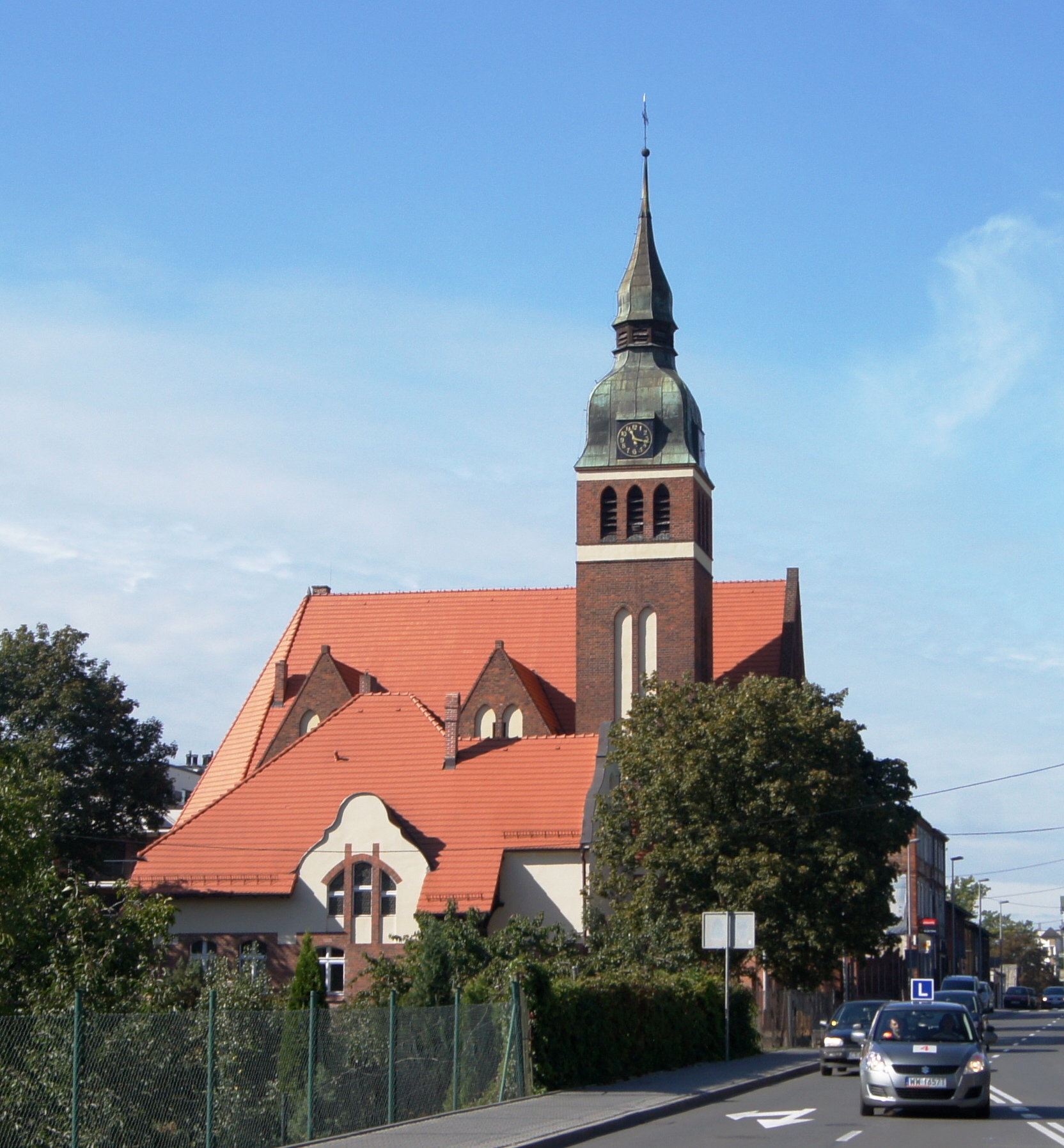
Nowy kościół św. Jerzego, obecnie Kościół Matki Boskiej Zwycięskiej

W okresie zaboru pruskiego ludność niemiecka przeważnie należała do Kościoła ewangelickiego, polska – katolickiego. W 1840 roku stanowiła 42,7% mieszkańców Torunia, w 1858 roku 37%, 1880 roku 41%, 1910 roku 47%. W okresie zaboru pruskiego toruńscy katolicy dysponowali trzema kościołami parafialnymi: św. Janów, Najświętszej Marii Panny i św. Jakuba. Do parafii św. Janów przynależeli torunianie ze Starego Miasta, św. Jakuba torunianie z Nowego Miasta i przedmieść. Kościół Najświętszej Marii Panny należał do zakonu bernardynów, od 1822 roku był użytkowany przez parafię św. Wawrzyńca. 1 kwietnia 1831 roku utworzono parafię Wniebowzięcia Najświętszej Marii Panny, obejmującą swoim zasięgiem mieszkańców Bydgoskiego Przedmieścia, Chełmińskiego Przedmieścia, folwarku na Bielanach i wsi Mokre. Parafia ta stanowiła kontynuację zniesionej parafii św. Wawrzyńca. Ludność ewangelicka należała do trzech gmin-parafii, podporządkowanych superintendenturze toruńskiej. Ewangelicy ze Starego Miasta należeli do zboru przy Rynku Staromiejskim, z Nowego Miasta i spod toruńskich wsi Rudak i Stawki do gminy pod wezwaniem Trójcy Świętej na Rynku Nowomiejskim, mieszkańcy przedmieść do gminy św. Jerzego. Gmina św. Jerzego do I poł. XIX wieku zachowywała polski charakter. Ludność żydowska stanowiła znikomy procent mieszkańców Torunia. W 1808 roku w Toruniu mieszkało 22 rodzin żydowskich, w 1845 roku – 68, po 1920 roku – 147. W 1846 roku oddano do użytku synagogę przy ul. Szczytnej.
W czerwcu 1811 roku rozebrano kościół św. Jerzego, w 1824 roku kościół św. Wawrzyńca. W 1897 roku zakończono budowę kościoła garnizonowego św. Katarzyny dla protestanckiej części żołnierzy garnizonu toruńskiego. W 1907 roku wybudowano nowy kościół św. Jerzego (ob. kościół Matki Boskiej Zwycięskiej).
W 1836 roku w Toruniu pojawili się staroluteranie. Do 1844 roku liczba staroluteranów wynosiła ok. 300 członków. W 1899 roku utworzono Zbór Kościoła Chrześcijan Baptystów. W 1901 roku w Toruniu pojawili się pierwszy adwentyści dnia siódmego. Trzy lata później utworzyli własny zbór.

### I wojna światowa i okres międzywojenny

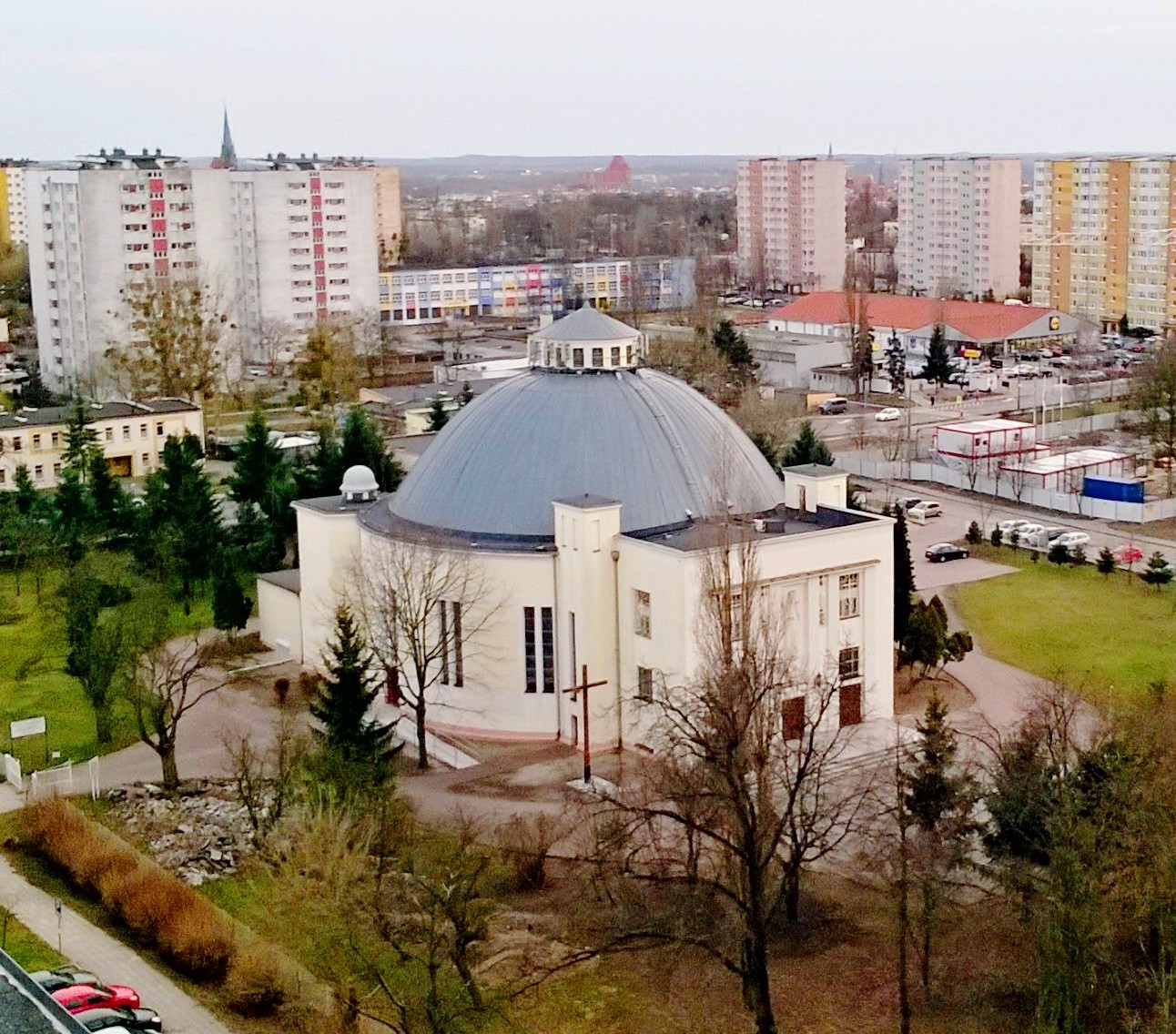
Kościół Chrystusa Króla

Podczas I wojny światowej i krótko po 1920 roku nastąpił znaczny odpływ ludności niemieckiej z Torunia. Ludność niemiecka stała się kilkuprocentową mniejszością. Jednocześnie do Torunia przybyła ludność ewangelicka ze Śląska Cieszyńskiego i Polski Centralnej. Grupa staroluteranów oraz ewangelicy wyznania augsburskiego modlili się w kaplicy przy ul. Strumykowej. Odłam kalwiński miał kościół przy ul. Wały (ob. Wały gen. Sikorskiego). Po 1920 roku w Toruniu pojawili się wyznawcy prawosławia. W większości byli to emigranci z Rosji i Ukrainy. W 1920 roku powołano prawosławną parafię św. Mikołaja, rok później Wojskowa Parafia Prawosławna. Parafie scalono w 1924 roku. Nabożeństwa prawosławne odbywały się m.in: w kaplicy ewangelickiej przy ul. Strumykowej, w kaplicy garnizonowej za dworcem kolejowym Toruń Miasto. W 1939 roku parafia otrzymała świątynię przy ul. Podgórskiej.
W 1920 w Toruniu istniały trzy parafie Ewangelickiego Kościoła Unijnego: staromiejską, nowomiejską i św. Jerzego. W 1921 założono parafię Ewangelicko-Augsburską dla ludności polskiej.
Po 1920 kościół garnizonowy św. Katarzyny przeszedł pod zarząd Kościoła katolickiego. W tym samym kościele odbywały się nabożeństwo greckokatolickie dla emigrantów z Ukrainy. W okresie międzywojennym oddano do użytku kościół Chrystusa Króla i klasztor oo. redemptorystów na Bielanach. Po przyłączeniu Podgórza do Torunia w 1938 roku, miasto powiększyło się o parafię św. Apostołów Piotra i Pawła (istniejącą od końca XVI wieku).

### Czasy najnowsze

#### Kościół katolicki
29 listopada 1950 roku na Bielanach erygowano parafię św. Józefa. Była to pierwsza parafia w Polsce prowadzona przez redemptorystów. Kilka lat później parafia rozpoczęła budowę własnej świątyni. Kościół św. Józefa konsekrowano 14 czerwca 1963 roku. W 1951 roku Toruń powiększył się o Wrzosy i Barbarkę, gdzie od 25 marca 1937 roku istniała parafia św. Antoniego. Parafia w latach 1988–1998 wybudowała swój kościół. 1 kwietnia 1976 roku ustanowiono dwie parafię. Pierwszą z nich jest parafia Matki Bożej Zwycięskiej. Do niej przynależy kościół poświęcony w 1907. Do 1945 roku jego patronem był św. Jerzy i należał do gminy ewangelickiej. Drugą jest parafia św. Michała Archanioła i bł. ks. Bronisława Markiewicza. Do parafii przynależy kościół poświęcony 30 maja 1987 roku. 23 kwietnia 1990 roku erygowano parafię Miłosierdzia Bożego i św. Faustyny Kowalskiej. Do parafii należy kościół konsekrowany 8 grudnia 1990 roku.
28 maja 1980 roku na Rubinkowie erygowano parafię św. Maksymiliana Kolbego. Do parafii przynależy kościół poświęcony 12 października 1989 roku. W wyniku szybkiego wzrostu liczby mieszkańców Rubinkowa 7 grudnia 1981 roku powołano parafię Matki Bożej Królowej Polski. Do parafii należy kościół konsekrowany 28 maja 1995 roku. 16 kwietnia 1987 roku erygowano parafię Najświętszego Ciała i Krwi Chrystusa. Do parafii należy kościół konsekrowany 14 maja 2016 roku.
W lewobrzeżnej części Torunia utworzono dwie parafię. Na Stawkach 25 listopada 1982 roku ustanowiono parafię Niepokalanego Poczęcia Najświętszej Maryi Panny. Do parafii należy kościół, w którym nabożeństwa odbywają się od 7 grudnia 1992 roku. W Czerniewicach 8 grudnia 1984 roku erygowano parafię Matki Bożej Łaskawej. Do parafii należy kościół, którego budowę rozpoczęto w 1983 roku.
Na mocy bulli papieża Jana Pawła II z dnia 25 marca 1992 roku, Toruń znalazł się w granicach diecezji toruńskiej. W tym samym roku kościół św. Janów został świątynią katedralną. 4 czerwca 1995 roku erygowano parafię Matki Bożej Nieustającej Pomocy, 8 września 1996 roku Najświętszej Maryi Panny Częstochowskiej, a 8 września 1999 roku bł. Marii Karłowskiej. Na Podgórzu zaś 8 września 1999 roku erygowano parafię bł. Stefana Wincentego Frelichowskiego. 31 marca 2001 roku parafia Wniebowzięcia Najświętszej Maryi Panny otrzymała drugiego patrona: błogosławionego Stefana Wincentego Frelichowskiego. Najmłodszą parafią w Toruniu jest parafia św. Andrzeja Apostoła, utworzona 9 listopada 2016 roku.

#### Inne wyznania chrześcijańskie

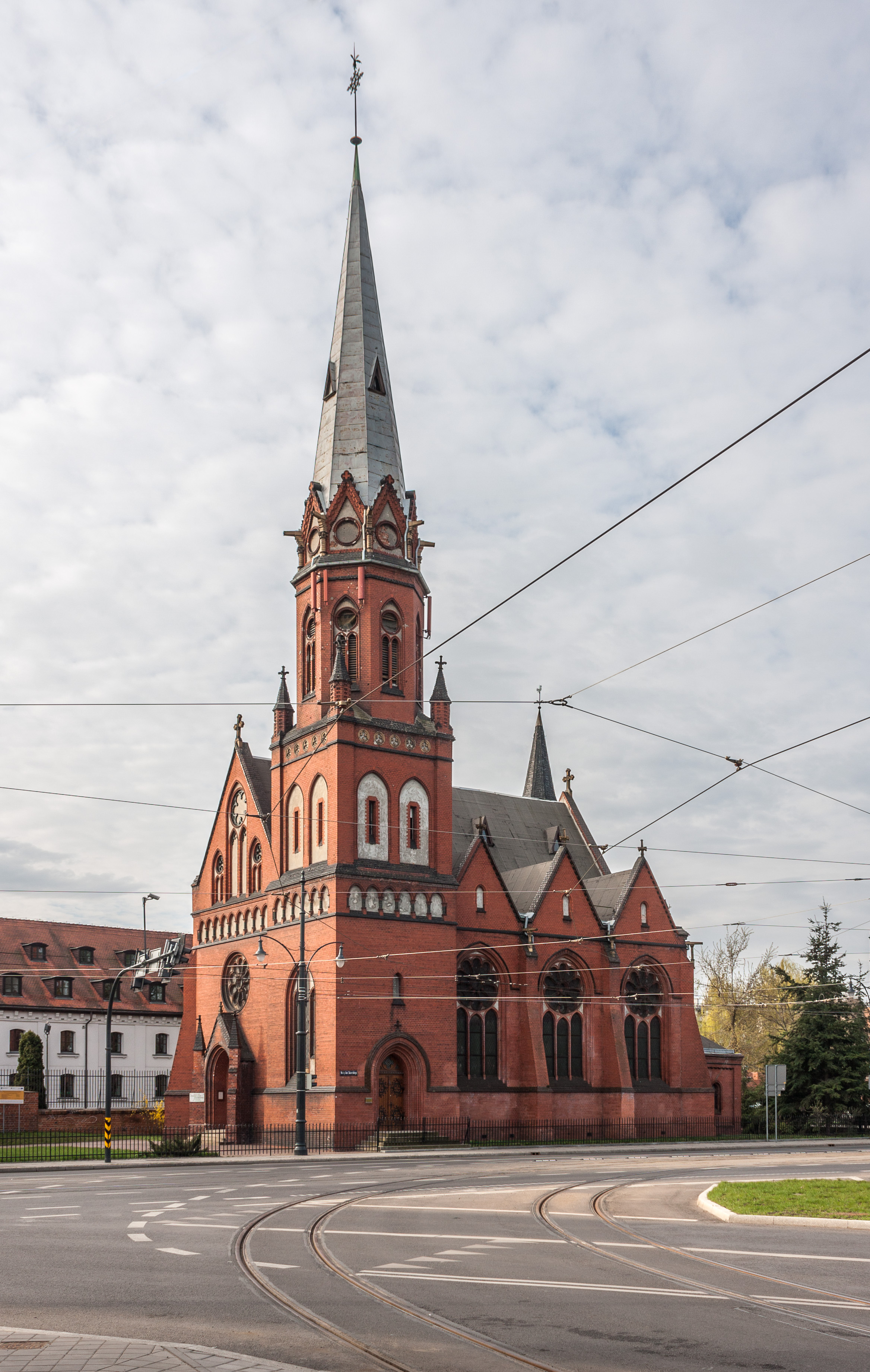
Kościół św. Szczepana

Po wejściu Armii Czerwonej do Torunia 1945 roku miały miejsce prześladowania ludności prawosławnej. Część osób wywieziono do łagrów, inni emigrowali do Stanów Zjednoczonych, Francji i Australii bądź na ziemię odzyskane. Jednocześnie do parafii św. Mikołaja dołączyli ludzie z Podlasia, Lwowa i Wilna. Obecnie parafia św. Mikołaja obejmuje swoim zasięgiem teren dawnego województwa toruńskiego.
W 1945 roku parafia Ewangelicko-Augsburska otrzymała na własność kościół św. Szczepana. W listopadzie 1979 na terenie miasta miało miejsce pierwsze nabożeństwo ewangelikalne. W latach 80. XX wieku działalność w Toruniu rozpoczął pastor Zjednoczonego Kościoła Ewangelicznego, dzięki czemu powstał tu zbór należący do ugrupowania ewangelicznych chrześcijan. W drugiej połowie lat 80. XX wieku do Torunia przybył pastor Adam Gutsche, skierowany tu przez Zbór Kościoła Chrześcijan Baptystów w Gdańsku w celu reaktywacji działalności miejscowej wspólnoty tego wyznania. Z powodu braku wiernych wywodzących się z przedwojennego zboru baptystycznego, rozpoczęta została tu działalność ewangelizacyjna i misyjna, organizowane były również kursy biblijne oraz odbywały się nabożeństwa. W efekcie nowy Zbór Kościoła Chrześcijan Baptystów w Toruniu został powołany oficjalnie 21 stycznia 1998. W sierpniu 1994 miała miejsce pierwsza ewangelizacja przeprowadzona w Toruniu przez Misję Krajową Kościoła Zielonoświątkowego. We wrześniu 1994 został tu powołany punkt misyjny, przekształcony miesiąc później w filię Kościoła Zielonoświątkowego w RP, na bazie której 20 listopada 1996 utworzono tu samodzielny Zbór Kościoła Zielonoświątkowego w Toruniu. Na początku lat 90. XX wieku powstał niezależny Kościół Chrześcijański w Toruniu, istniejący do 1997, kiedy wszedł w skład miejscowego zboru zielonoświątkowego.
Kościoły protestanckie działające obecnie w Toruniu:
- Chrześcijańska Wspólnota Ewangeliczna:
  - placówka misyjna w Toruniu[51]
- Kościół Adwentystów Dnia Siódmego w RP:
  - Zbór Kościoła Adwentystów Dnia Siódmego, ul. Idzikowskiego 1d[52]
- Kościół Boży w Polsce:
  - Kościół „Chrystus dla Wszystkich” w Toruniu, nabożeństwa prowadzone są przy ul. Lampkowskiego 31 w Grębocinie[53]
  - Kościół Boży HESED w Toruniu[54]
- Kościół Boży w Toruniu, ul. Łazienna 24[55]
- Kościół Chrześcijan Baptystów w RP:
  - Zbór „Exodus”, ul. Poznańska 34[56]
  - Zbór „Filadelfia”[56]
  - Placówka w Toruniu III Zboru Kościoła Chrześcijan Baptystów "Kościół 5N" w Poznaniu, ul. Osadnicza 13[56]
- Kościół Chrześcijan Pełnej Ewangelii „Obóz Boży”:
  - Kościół „Metanoia”[57]
- Kościół Ewangelicko-Augsburski w RP:
  - Parafia Ewangelicko-Augsburska w Toruniu, ul. Strumykowa 10[58]
    - Kościół św. Szczepana, ul. Wały Gen. Sikorskiego 14[58]
    - Kaplica ewangelicko-augsburska, ul. Strumykowa 10[58]
- Kościół Ewangelicznych Chrześcijan w RP:
  - Zbór Kościoła Ewangelicznych Chrześcijan w Toruniu, ul. Myśliwska 2[59]
- Kościół Zielonoświątkowy w RP:
  - Kościół w Toruniu, ul. Kociewska 22[60]
  - Kościół Dla Torunia „Freedom”, ul. Łyskowskiego 29/35[61]
- Mesjańskie Zbory Boże (Dnia Siódmego) – punkt misyjny w Toruniu podległy zborowi w Warszawie[62]
- Zbór Braterski w Toruniu, ul. Radiowa 18[63]

Od 17 czerwca 1990 roku działa greckokatolicka parafia. Z powodu braku świątyni liturgia celebrowana jest w kościele rzymskokatolickim pw. św. Maksymiliana.

#### Inne religie
Obecnie w Toruniu działają ośrodki należące do Buddyjskiej Wspólnoty „Zen Kannon” oraz Związku Buddyjskiego Bencien Karma Kamtsang. W Toruniu działa jedna wspólnota rodzimowierstwa słowiańskiego – powstałe w 2015 roku Stowarzyszenie „Kałdus”. W Toruniu działa 9 zborów Świadków Jehowy.

## Cmentarze
Na terenie dzisiejszego Torunia znajduje się kilkanaście cmentarzy. Obok komunalnych znajdują się kościoły katolickie, protestanckie, w przeszłości istniały również dwa żydowskie. W średniowiecznym Toruniu zmarłych chowano w podziemiach kościoła oraz w przyległych do kościołów placach. W kolejnych wiekach mieszkańców Torunia chowano na cmentarzach przy kaplicach. Bogaci mieszczanie nadal mogli być chowani wewnątrz kościołów. Początkowo wszystkie cmentarze należały do Kościoła katolickiego. Cmentarze protestanckie pojawiły się w XVI wieku. Pod koniec XVIII wieku zabroniono chowania zmarłych wewnątrz kościołów. Podczas budowy Twierdzy Toruń zlikwidowano dotychczas istniejące cmentarze. Nowe budowano w większej odległości od zwartej zabudowy. Najstarszym cmentarzem w Toruniu jest nowy cmentarz św. Jerzego, założony w 1811 roku.